# Andres Lipstok
Andres Lipstok (* 6. Februar 1957 in Haapsalu) ist ein estnischer Ökonom und Politiker, von 2005 bis  2012 Präsident der Estnischen Zentralbank (Eesti Pank).

## Leben
Lipstok legte 1975 sein Abitur in Haapsalu ab. Er studierte von 1975 bis 1980 Geldwirtschaft und Kreditwesen an der Universität Tartu.
Andres Lipstok begann in der Estnischen SSR früh eine Finanzkarriere. Von 1980 bis 1983 war er stellvertretender Vorsitzender der Finanzabteilung des Exekutivkomitees des Bezirks Haapsalu und von 1983 bis 1986 Abteilungsleiter. Von 1986 bis 1989 war er Vorsitzender des Planungskomitees des Bezirks Haapsalu und 1989 kurzzeitig stellvertretender Finanzminister der Estnischen Sozialistischen Sowjetrepublik.
Von 1989 bis 1994 war Lipstok Landrat des Landkreises Läänemaa. 1994 trat er in die liberale Estnische Reformpartei (estnisch Eesti Reformierakond) ein. 1994/95 war er im Kabinett von Ministerpräsident Andres Tarand Finanzminister, anschließend 1995/96 in der Regierung von Ministerpräsident Tiit Vähi Wirtschaftsminister der Republik Estland. Von 1996 bis 2005 war er für die Reformpartei Abgeordneter im estnischen Parlament (Riigikogu).
Ab 7. Juni 2005 war Andres Lipstok als Nachfolger von Vahur Kraft Präsident der Eesti Pank. Sein Nachfolger wurde am 7. Juni 2012 Ardo Hansson.
Andres Lipstok ist verheiratet und hat eine Tochter sowie einen Sohn.